# Брушево-Борковізна
Брушево-Борковізна (пол. Bruszewo-Borkowizna) — село в Польщі, у гміні Соколи Високомазовецького повіту Підляського воєводства.
Населення — 24 особи (2011).
У 1975-1998 роках село належало до Ломжинського воєводства.

## Демографія
Демографічна структура станом на 31 березня 2011 року:
|          | Загалом | Допрацездатний вік | Працездатний вік | Постпрацездатний вік |
| -------- | ------- | ------------------ | ---------------- | -------------------- |
| Чоловіки | 16      | 2                  | 11               | 3                    |
| Жінки    | 8       | 1                  | 3                | 4                    |
| Разом    | 24      | 3                  | 14               | 7                    |